# Kirsten Dunst
Kirsten Caroline Dunst, född 30 april 1982 i Point Pleasant i New Jersey, är en amerikansk skådespelare. Hon har även svenskt ursprung. 

## Biografi
Dunst inledde sin karriär i reklamfilmer på TV och medverkade i Star Trek. Hon fick sitt genombrott i filmen En vampyrs bekännelse, för vilken hon nominerades till en Golden Globe Award för bästa kvinnliga biroll. Vidare har hon senare spelat i filmer som Spider-Man och dess uppföljare samt i filmer som Eternal Sunshine of the Spotless Mind. 
Med huvudrollen i Sofia Coppolas film Marie Antoinette befäste hon sin position som framgångsrik amerikansk skådespelerska under det tidiga 2000-talet. Hon har både tyskt och svenskt påbrå; hennes far, Klaus Dunst, före detta medicinsk chefskonsult på Siemens, är tysk. Hennes mor, Inez Rupprecht, före detta flygvärdinna och skådespelare, är amerikanska men med tyska föräldrar och svensk släkt flera generationer tillbaka. I september 2011 blev Kirsten Dunst tysk medborgare, och innehar således dubbelt medborgarskap. Hon har en yngre bror, Christian (född 1987), som är producent. Hennes mor har förklarat att Dunsts namn Kirsten ska uttalas som det ser ut och naturligt låter, mycket på grund av den svenska påbrån. 
På fimfestivalen i Cannes 2011 belönades Kirsten Dunst med utmärkelsen bästa kvinnliga skådespelare för sin huvudroll i Lars von Triers  film Melancholia.
Kirsten Dunst träffade skådespelaren Jesse Plemons under inspelningen av TV-serien Fargo 2015. De blev ett par 2016 och gifte sig 2022. Paret har två barn födda 2018 respektive 2021.

## Filmografi i urval
- 1989 – New York Stories
- 1993 – Star Trek: The Next Generation (TV-serie)
- 1994 – En vampyrs bekännelse
- 1994 – Unga kvinnor
- 1995 – Jumanji
- 1996 – The Siege at Ruby Ridge
- 1997 – Tower of Terror
- 1997 – Wag the Dog
- 1998 – Kikis expressbud (röst)
- 1998 – Strike!
- 1998 – Small Soldiers
- 1999 – The Virgin Suicides
- 1999 – The Devil's Arithmetic
- 1999 – Drop Dead Gorgeous
- 2000 – The Crow: Salvation
- 2000 – Bring It On
- 2001 – Get Over It
- 2001 – Crazy/Beautiful
- 2002 – Spider-Man
- 2003 – Levity
- 2003 – Mona Lisas leende
- 2004 – Eternal Sunshine of the Spotless Mind
- 2004 – Spider-Man 2
- 2004 – Wimbledon
- 2005 – Elizabethtown
- 2006 – Marie Antoinette
- 2007 – Spider-Man 3
- 2008 – Hopplös och hatad av alla
- 2010 – All Good Things
- 2011 – Melancholia
- 2012 – Möhippan
- 2012 – Upside Down
- 2013 – The Bling Ring
- 2013 – Anchorman 2
- 2014 – The Two Faces of January
- 2015 – Midnight Special
- 2015 – Fargo (TV-serie)
- 2016 – Dolda tillgångar
- 2017 – De bedragna
- 2017 – Woodshock
- 2021 – The Power of the Dog
- 2024 – Civil War
- 2025 – Roofman
- 2026 – The Entertainment System is Down